# Solana Beach
Solana Beach – miasto w Stanach Zjednoczonych, w stanie Kalifornia, w hrabstwie San Diego. Według spisu ludności przeprowadzonego przez United States Census Bureau, w roku 2010 miasto Solana Beach miało 12 867 mieszkańców.